# Caesio
Caesio is een geslacht van straalvinnige vissen uit de familie van Caesionidae, orde baarsachtigen (Perciformes), die voorkomen in de Grote en Indische Oceaan.

## Soorten
- Caesio caerulaurea (Lacepède, 1801) – Goudstreepfuselier
- Caesio cuning Bloch, 1791
- Caesio lunaris (Cuvier, 1830) – Maanfuselier
- Caesio striata  – Zwartgestreepte fuselier
- Caesio suevica  – Rodezeefuselier
- Caesio teres (Seale, 1906)
- Caesio varilineata Carpenter, 1987 – Geelgestreepte fuselier
- Caesio xanthonota Bleeker, 1853 – Geelrugfuselier